# 卡朗·巴迪斯達·拉莫斯
卡朗（葡萄牙語：Kayron Batista Ramos，1995年4月3日—），生於巴西卡洛雷，巴西足球運動員，司職前鋒，現時效力香港超級聯賽球會九龍城。

## 球會生涯

### 大埔
2023年9月1日，大埔宣佈卡朗加盟球隊。

### 九龍城
2024年7月18日，升上港超的九龍城宣佈卡朗加盟球隊。

## 外部連結
- 香港足球總會網頁球員註冊資料
- Transfermarkt